# 織戸学
織戸 学（おりど まなぶ、1968年12月3日 - ）は、千葉県船橋市出身、神奈川県在住のレーシングドライバー。MAX ORIDOとしても知られる。愛称は「オリダー」「モン吉」。A型。

## プロフィール

### デビュー
千葉県立船橋二和高等学校から自動車整備の専門学校に進学。卒業後、自動車雑誌『CARBOY』主催のドリフトコンテストで頭角を現し、初代グランドチャンプとなった後に坂東正明率いる坂東商会に入社し、21歳の1991年より富士フレッシュマンレースのNA1600クラスでレーシングドライバーとしてデビューした。マシンはAE86レビンのN2仕様で、周囲はベテランドライバーばかりだったため、よく目の敵にされたとビデオオプションで語っている。翌1992年にはシリーズチャンピオンを獲得。
1993年にはフレッシュマントロフィーレースinSUZUKAのN2-1600クラスにAE92レビンのN2仕様で参戦。スポット参戦ながらシリーズ3位を獲得。
1994年からはスーパーシルビアN2レースに参戦。1995年と翌1996年に連続してシリーズチャンピオンを獲得。
デビュー当初は土屋圭市を継ぐ「ポストドリキン」とも呼ばれ、横浜ゴムの開発ドライバーを務めていた土屋がブリヂストンに移籍した際は、その後継ドライバーとして織戸が抜擢される。

### 全日本GT選手権・SUPER GT

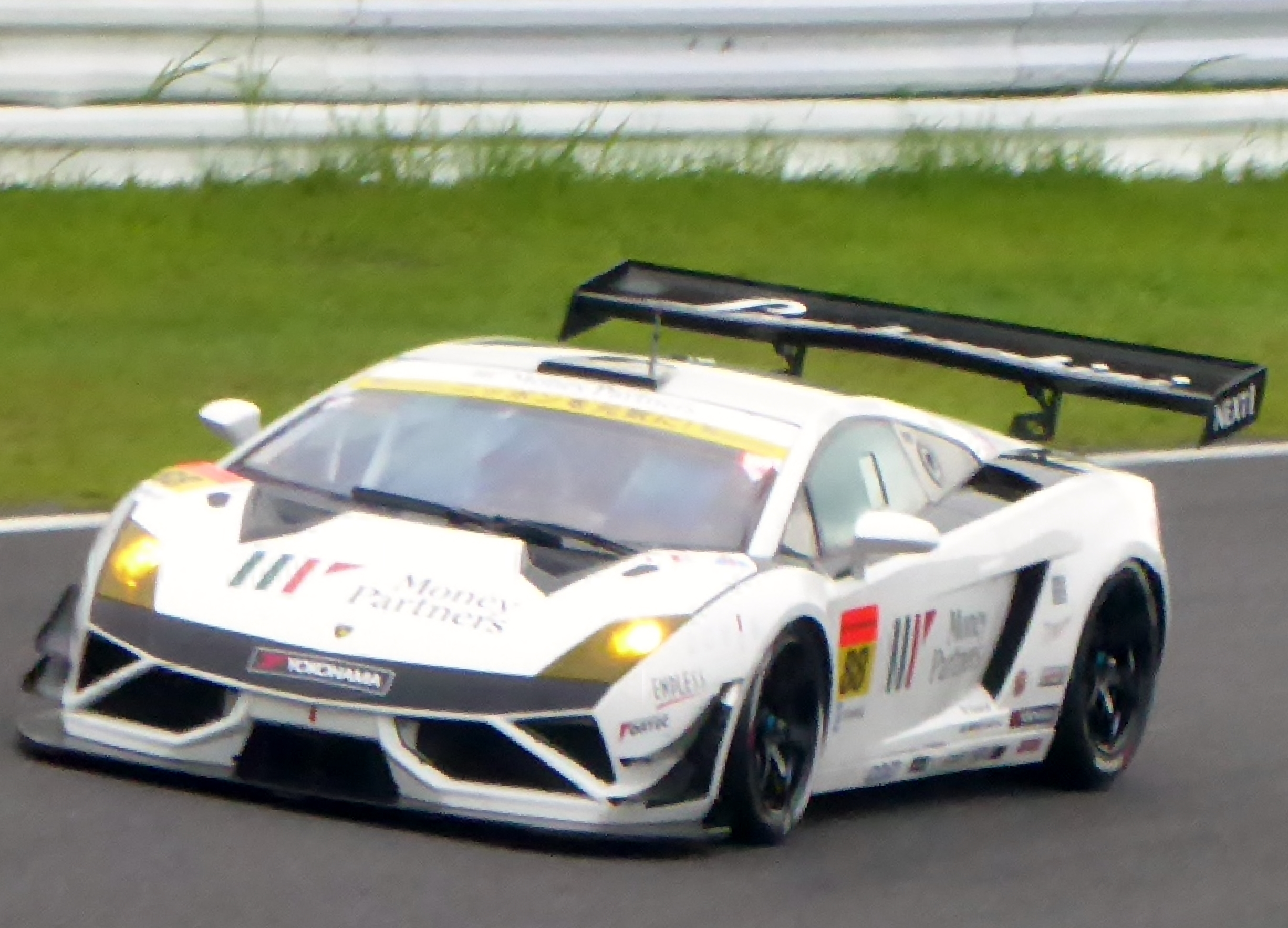
JLOCのランボルギーニ・ガヤルド（2015年）

全日本GT選手権(JGTC、現 SUPER GT)には1996年より参戦し、最初はGT300クラスで日産・シルビアを駆り、翌1997年にはシリーズチャンピオンに輝いた。
その後、2000年には土屋エンジニアリングよりGT500クラスに参戦。2002年サードに移籍し、2003年は第7戦にてGT500初優勝を飾った。2004年に再び土屋エンジニアリングに復帰し、2005年には開幕戦で優勝を飾った。2006年は、土屋エンジニアリングを立ち上げた土屋春雄の息子である土屋武士とコンビを組んだ。
2008年より、再びRACING PROJECT BANDOHからGT300クラスに参戦し、第5戦の菅生で自身初のポールポジションを獲得。第7戦もてぎでは予選での車両規定違反で最後尾スタートを強いられたが、そこから追い上げを見せて25位スタートからの逆転優勝を飾った。この最後尾スタートからの優勝は、JGTC時代も含め初の快挙であった。2009年は開幕戦で優勝を飾ると、その後も安定した成績を収め、12年ぶりのシリーズチャンピオンに輝いた。第8戦でGT参戦通算100戦目を迎えた。。
2011年にJLOCに移籍し、ほぼ毎シーズン優勝を含む表彰台を獲得し安定した速さを見せた。しかしタイトル争いに絡むことはできず、2018年3月、所属していたJLOCから離脱したことを自らのFacebookで明らかにした。同月19日、GT500クラスに「LEXUS TEAM WedsSport BANDOH」として参戦するRACING PROJECT BANDOHのエグゼクティブアドバイザーに就任することが発表された。また、横浜タイヤを知り尽くしていることを買われ、同年第5戦富士500マイルにてaprの第3ドライバーとしてトヨタ・プリウスをドライブした。
2025年からaprの30号車はそれまでの横浜タイヤからミシュランに変更。JGTC時代より一貫して横浜タイヤで参戦してきたが、「ドライバーとしてまだ走り続けたい」という思いから変更を受け入れて参戦する。また横浜タイヤの市販車タイヤの開発は継続するとの事。

### スーパー耐久
JGTCにデビューした1996年からN1耐久（現 スーパー耐久）にも参戦し、2005年にはSTクラス1のシリーズチャンピオンに輝いている（TEAM ADVAN DENAG #25 ADVAN DENAG GT3/ポルシェ・911GT3）。

### D1グランプリ
D1グランプリ（D1GP）では、シリーズが始まった2001年から2004年までは、土屋圭市・鈴木学と共に審査員を務めていたが、2005年から選手として参戦を開始した。マシンは、トヨタ・スープラ (JZA80) を使用。ボディーやロールケージは土屋エンジニアリングが、エンジンのチューニングはオートプロデュースBOSSが手掛けた。AE86やシルビアなどD1GPの主流である車種に比べ車重が重いため、SUPER GTのGT500マシンから流用したカーボン製のドアやリアハッチを使用するなどして軽量化を図っている。また、出力も当時のD1GPマシンとしては非常に高い680馬力までパワーアップされている。
2005年は、開幕戦アーウィンデール・スピードウェイは、マシンが未完成であった影響もあり単走1回戦敗退に終わった。しかし、第2戦お台場と第3戦SUGOでは追走進出を果たした。さらにHKSのボアアップキットでエンジン（2JZ-GTE）の排気量を3,000ccから3,400ccに増やし、ホリンジャー製のシーケンシャルミッションを新たに搭載した第5戦エビスでは、1回戦を100点で通過し、追走でも三木竜二、谷口信輝、手塚強といった有力ドライバーを下して準優勝を果たした。シリーズ12位でシーズンを終えた。
2006年・2007年は参戦を休止し、2008年にはSUPER GTと同じRACING PROJECT BANDOHから、マシンもGTと同じレクサス・IS350をベースとした車両でシリーズに復帰。第5戦のオートポリスにのみスポット参戦したが、マシントラブルによりリタイアとなった。2009年は、GTでのドリフトデモランやDtoDなどで使用していたアリストをD1のレギュレーションに合わせ参戦したが、第7戦の4位が最高でシリーズ15位に終わった。
2010年には、マシンをスープラに戻し参戦。第4戦では準優勝を果たし、年間シリーズ8位となった。2011年もスープラで参戦。第3戦オートポリスではD1GP初優勝を飾った。
2012年は、トヨタ・86にマシンチェンジ。エンジンはノーマルのFA20からレクサス・IS Fに搭載されている2UR-GSEをチューニングしたものに換装されている。開幕戦こそ完成したばかりの状態ということもありエンジントラブルが出たものの、徐々にマシンの熟成が進みコンスタントにポイントを獲得、シリーズ16位でシーズンを終えた。
2013年はマシンはそのままであるが、エンジンをシボレー・コルベット用のV8エンジンへと変更した事で更なるパワーアップを行っており、第4戦では準優勝を果たした。2014年も86で参戦し、シリーズ13位。
2015年は、第4戦エビスでシーズン初優勝を飾った。10月15日、自身のブログにてD1グランプリ引退を表明。最終戦では86がエンジンブローで走れなくなりリタイアしたものの、翌日開催されたワールドチャンピオンズのフィナーレでは、2005年シーズンに使用していたスープラで「メモリアル追走」を披露した。

### その他

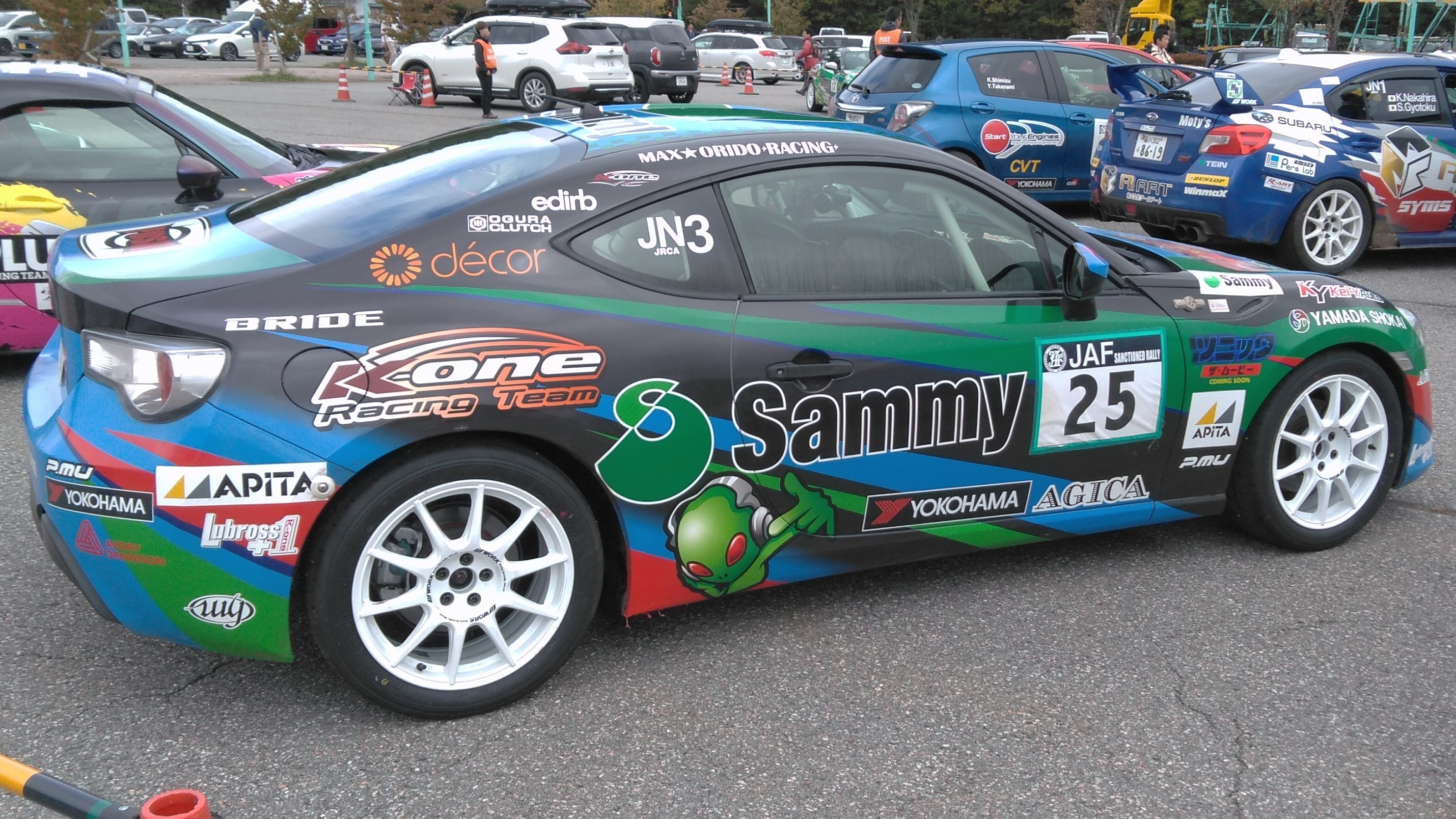
全日本ラリー選手権に参戦する織戸の86（2019年飛騨高山）

2004年にはル・マン24時間レースにチョロQレーシングよりポルシェ・911で黒澤治樹・西沢和之と参戦、総合12位/GTクラス2位に入った。
2013年2月には、横浜市都筑区にプロ用ドライビングシミュレーターを備えたレーシングドライバー向けトレーニング施設として「130R YOKOHAMA」をオープンした。また、富士スピードウェイなどでレーシングドライバー向けのトレーニングを開催している。
86/BRZレースにも開催初年度の2013年から漫画『クローズ×WORST』とのコラボレーションであるTOMMY‘SRACING withクローズエクスプロードから参戦。未経験者ばかりのチームであったが、初年度から優勝を果たした。さらに男性音楽グループONE☆DRAFT(徳間ジャパン)とのコラボを実現し『ONE WAY』をチーム応援オフィシャルソングとして迎えるという企画も実現している。2015年からはタイヤ販売店のK-oneのチームであるK-one Racingに移籍し、2021年現在も参戦を継続している。
2015年、2019年、2021年には全日本ラリー選手権にK-one Racingより参戦している。

## レース戦歴
- 1992年 - 富士フレッシュマンレース NA1600クラスシリーズチャンピオン[3]

- 1993年 - フレッシュマントロフィーレースinSUZUKA N2-1600クラス（第3戦より、3回優勝、シリーズ3位）[3]

- 1995年 - スーパーシルビアN2シリーズチャンピオン[24]

- 1996年
  - スーパーシルビアN2シリーズチャンピオン[25]
  - 全日本GT選手権・GT500クラス（Rd.4）（TEAM-JUN／JUNートラスト スカイライン）[3] / GT300クラス（Rd.5,6）（TEAM TAISAN Jr.／つちやMR2）[3]
  - N1耐久選手権 クラス2[3]

- 1997年 - 全日本GT選手権・GT300クラス（RS-Rレーシングwith BANDOH／RS☆Rシルビア）（シリーズチャンピオン・2勝）[3]

- 1998年 - 全日本GT選手権・GT300クラス（Rd.4〜7）（RACING PROJECT BANDOH／ウェッズスポーツセリカ）（ランキング2位）[3]

- 1999年 
  - 全日本GT選手権・GT300クラス（RACING PROJECT BANDOH／ウェッズスポーツセリカ）（シリーズ3位・1勝）[3]
  - NASCARウィンストンカップウェストシリーズ（スポット参戦）[3]

- 2000年 
  - 全日本GT選手権・GT500クラス（ENDLESS+ 土屋エンジニアリング／エンドレス アドバン スープラ）（シリーズ18位）[3]
  - スーパー耐久 グループNプラス（TEAM DD #25 RS☆R アルテッツア）[3]
  - マカオ・ギアレース（TEAM DD #29 トヨタ･アルテッツア、10位）[3]

- 2001年
  - 全日本GT選手権・GT500クラス（土屋エンジニアリング/FK/マッシモADVAN スープラ）（シリーズ19位）[3]
  - マカオ・ギアレース（TEAM DD #10 トヨタ･アルテッツア、2位）[3]

- 2002年
  - 全日本GT選手権・GT500クラス（TOYOTA TEAM SARD/デンソーサードスープラ GT）（シリーズ14位）[3]
  - スーパー耐久 グループNプラス（ADVAN ALTEZZA）シリーズチャンピオン[26]

- 2003年 
  - 全日本GT選手権・GT500クラス（TOYOTA TEAM SARD/デンソーサードスープラ GT）（シリーズ6位・1勝）[3]
  - スーパー耐久 クラス1（ポルシェGT3）[3]

- 2004年
  - 全日本GT選手権・GT500クラス（TEAM ADVAN・ツチヤ/ECLIPSE ADVAN スープラ）（シリーズ12位）[3]
  - ル･マン24時間レース GTクラス（チョロQレーシング #77 ポルシェ911GT3 RSR、総合12位･クラス2位）[3]

- 2005年 
  - SUPER GT・GT500クラス（TEAM ADVAN・ツチヤ/CLIPSE ADVAN スープラ）（シリーズ13位・1勝）[3]
  - D1グランプリ（スープラ）（シリーズ12位）[3]
  - スーパー耐久（STクラス１（TEAM ADVAN DENAG #25 ADVAN DENAG GT3/ポルシェ911GT3、シリーズチャンピオン）[3]

- 2006年 - SUPER GT・GT500クラス（TOYOTA TEAM TSUCHIYA/ECLIPSE ADVAN スープラ）（シリーズ19位）[3]

- 2007年 - SUPER GT・GT500クラス（TOYOTA TEAM TSUCHIYA/ECLIPSE ADVAN SC430）（シリーズ17位）[3]

- 2008年
  - SUPER GT・GT300クラス（RACING PROJECT BANDOH/ウェッズスポーツセリカ・ウェッズスポーツIS350）（シリーズ12位・1勝）[3]
  - D1グランプリ（IS350）[3]

- 2009年
  - SUPER GT・GT300クラス（RACING PROJECT BANDOH/ウェッズスポーツIS350）（シリーズチャンピオン・1勝）[3]
  - D1グランプリ（BANDOH with NATS/アリスト）（シリーズ15位）[3]

- 2010年 
  - SUPER GT・GT300クラス（RACING PROJECT BANDOH/ウェッズスポーツIS350）（シリーズ8位）[3]
  - D1グランプリ（RIRE, M7 YOKOHAMA NATS With MAX/ADVAN MAXスープラ）（シリーズ8位）[3]

- 2011年 
  - SUPER GT・GT300クラス（JLOC/リール ランボルギーニガヤルドRG-3）（シリーズ11位）[3]
  - D1グランプリ（MAX ORIDO D1 Project/ADVAN MAXスープラ）（シリーズ13位）[3]

- 2012年 
  - SUPER GT・GT300クラス（JLOC/マネパ ランボルギーニガヤルドRG-3）（シリーズ8位）[3]
  - D1グランプリ（DRIVE M7 ADVAN MAX ORIDO RACING/DRIVE M7 ADVAN 86）（シリーズ16位）[3]

- 2013年 
  - SUPER GT・GT300クラス（JLOC/マネパランボルギーニガヤルドLP600 GT-3）（シリーズ14位）[27]
  - D1グランプリ（DRIVE M7 MAX ORIDO RACING/DRIVE M7 ADVAN 86）（シリーズ5位）[27]
  - 86/BRZレース（シリーズ5位）

- 2014年 
  - SUPER GT・GT300クラス（JLOC/マネパ ランボルギーニ GT3）（シリーズ16位）
  - D1グランプリ（MAX ORIDO RACING/MAX ORIDO RACING 86）（シリーズ13位）
  - 86/BRZレース（シリーズ3位）
  - フォーミュラ・ドリフトアジアラウンド　オーストラリア

- 2015年
  - SUPER GT・GT300クラス（JLOC/マネパ ランボルギーニ GT3）（シリーズ15位）
  - D1グランプリ（MAX ORIDO TOPTUL RACING/TOPTUL M7 NATS 86）（シリーズ23位）
  - 86/BRZレース・プロフェッショナルシリーズ（シリーズ8位）
  - 全日本ラリー選手権・JN-4クラス　久万高原ラリー（k-one/モルフォ頭文字DサミーK186）（リタイア）

- 2016年
  - SUPER GT・GT300クラス（JLOC/マネパランボルギーニウラカン GT-3）（シリーズ11位）
  - 86/BRZレース・プロフェッショナルシリーズ（有効ポイント0）

- 2017年
  - SUPER GT・GT300クラス（JLOC/マネパ ランボルギーニ GT-3）（シリーズ10位）
  - 86/BRZレース・プロフェッショナルシリーズ（シリーズ14位）

- 2018年
  - SUPER GT・GT300クラス（apr/TOYOTA PRIUS apr GT）Rd.5〜（0ポイント）
  - 86/BRZレース・プロフェッショナルシリーズ（シリーズ3位）
  - スーパー耐久・ST-1クラス（D'station Racing/D'station Porsche991GT3 Cup）（クラスチャンピオン）

- 2019年
  - SUPER GT・GT300クラス（apr/TOYOTA GR SPORT PRIUS PHV apr GT）（0ポイント）
  - 86/BRZレース・プロフェッショナルシリーズ（シリーズ15位）
  - 全日本ラリー選手権・JN-3クラス　M.C.S.C.ラリーハイランドマスターズ（k-one/サミー☆k-one☆MAX86）（総合19位・クラス8位）
  - スーパー耐久・ST-1クラス（D’station/D’station Porsche）（クラスチャンピオン）

- 2020年
  - SUPER GT・GT300クラス（apr/TOYOTA GR SPORT PRIUS PHV apr GT）（シリーズ29位）
  - 86/BRZレース・プロフェッショナルシリーズ（シリーズ16位）
  - スーパー耐久・ST-Zクラス（D’station/D’station Vantage GT4）（シリーズ2位）

- 2021年
  - SUPER GT・GT300クラス（apr/TOYOTA GR SPORT PRIUS PHV apr GT）（シリーズ21位）
  - 全日本ラリー選手権・JN3クラス（k-one/パチスロ頭文字 D 86）ラリーモントレー（リタイア）
  - スーパー耐久・ST-Zクラス（D’station/D’station Vantage GT4）（シリーズ2位）

- 2022年
  - SUPER GT・GT300クラス（apr/apr GR86 GT）（シリーズ19位）
  - スーパー耐久・ST-1クラス（D’station/D’station Vantage GT8R）（シリーズ2位）

### 全日本GT選手権/SUPER GT
| 年     | チーム                       | 使用車両                            | クラス | 1       | 2       | 3       | 4       | 5       | 6       | 7       | 8       | 9      | 順位 | ポイント |
| ------ | ---------------------------- | ----------------------------------- | ------ | ------- | ------- | ------- | ------- | ------- | ------- | ------- | ------- | ------ | ---- | -------- |
| 1996年 | TEAM-JUN                     | 日産・スカイラインGT-R              | GT500  | SUZ     | FSW     | SEN     | FSW 13  |         |         |         |         |        | NC   | 0        |
| 1996年 | TEAM TAISAN Jr.              | トヨタ・MR2                         | GT300  |         |         |         |         | SUG 4   | MIN     |         |         |        | 19位 | 10       |
| 1997年 | RS-Rレーシング with BANDOH   | 日産・シルビア                      | GT300  | SUZ 1   | FSW 2   | SEN 2   | FSW 3   | MIN 1   | SUG 5   |         |         |        | 1位  | 90       |
| 1998年 | RACING PROJECT BANDOH        | トヨタ・セリカ                      | GT300  | SUZ     | FSW     | SEN     | FSW 7   | TRM 2   | MIN 2   | SUG 3   |         |        | 2位  | 46       |
| 1999年 | RACING PROJECT BANDOH        | トヨタ・セリカ                      | GT300  | SUZ 1   | FSW 2   | SUG Ret | MIN 3   | FSW Ret | TAI 5   | TRM 2   |         |        | 3位  | 70       |
| 2000年 | ENDLESS+土屋エンジニアリング | トヨタ・スープラ                    | GT500  | TRM 13  | FSW 10  | SUG 14  | FSW 8   | TAI 8   | MIN 7   | SUZ 13  |         |        | 18位 | 11       |
| 2001年 | 土屋エンジニアリング         | トヨタ・スープラ                    | GT500  | TAI 9   | FSW 11  | SUG 11  | FSW PO  | TRM 7   | SUZ 7   | MIN 10  |         |        | 19位 | 11       |
| 2002年 | TOYOTA TEAM SARD             | トヨタ・スープラ                    | GT500  | TAI 3   | FSW Ret | SUG 12  | SEP Ret | FSW 15  | TRM 5   | MIN 7   | SUZ 5   |        | 14位 | 33       |
| 2003年 | TOYOTA TEAM SARD             | トヨタ・スープラ                    | GT500  | TAI 14  | FSW 3   | SUG 14  | FSW 3   | FSW 7   | TRM 7   | AUT 1   | SUZ 9   |        | 6位  | 57       |
| 2004年 | TEAM ADVAN・ツチヤ           | トヨタ・スープラ                    | GT500  | TAI 14  | SUG 2   | SEP Ret | TOK 13  | TRM 12  | AUT 3   | SUZ 10  |         |        | 12位 | 31       |
| 2005年 | TEAM ADVAN・ツチヤ           | トヨタ・スープラ                    | GT500  | OKA 1   | FSW 14  | SEP 15  | SUG 9   | TRM 15  | FSW Ret | AUT Ret | SUZ 14  |        | 13位 | 26       |
| 2006年 | TOYOTA TEAM TSUCHIYA         | トヨタ・スープラ                    | GT500  | SUZ 8   | OKA 9   | FSW 6   | SEP 10  | SUG 12  | SUZ Ret | TRM 12  | AUT 15  | FSW 9  | 19位 | 18       |
| 2007年 | TOYOTA TEAM TSUCHIYA         | レクサス・SC430                     | GT500  | SUZ 9   | OKA 6   | FSW Ret | SEP 5   | SUG 8   | SUZ Ret | TRM 8   | AUT 10  | FSW 12 | 17位 | 20       |
| 2008年 | RACING PROJECT BANDOH        | トヨタ・セリカ                      | GT300  | SUZ 7   | OKA Ret |         |         |         |         |         |         |        | 12位 | 40       |
| 2008年 | RACING PROJECT BANDOH        | レクサス・IS350                     | GT300  |         |         | FSW 9   | SEP Ret | SUG 15  | SUZ 19  | TRM 1   | AUT 10  | FSW 5  | 12位 | 40       |
| 2009年 | RACING PROJECT BANDOH        | レクサス・IS350                     | GT300  | OKA 1   | SUZ 8   | FSW 5   | SEP 2   | SUG 5   | SUZ 6   | FSW 4   | AUT 3   | TRM 3  | 1位  | 85       |
| 2010年 | RACING PROJECT BANDOH        | レクサス・IS350                     | GT300  | SUZ 3   | OKA 14  | FSW 4   | SEP 9   | SUG Ret | SUZ 4   | FSW C   | TRM 7   |        | 8位  | 33       |
| 2011年 | JLOC                         | ランボルギーニ・ガヤルド RG-3       | GT300  | OKA 3   | FSW 14  | SEP 7   | SUG 16  | SUZ 3   | FSW 19  | AUT 16  | TRM 16  |        | 11位 | 26       |
| 2012年 | JLOC                         | ランボルギーニ・ガヤルド LP600+ GT3 | GT300  | OKA 17  | FSW Ret | SEP Ret | SUG 3   | SUZ 3   | FSW Ret | AUT 7   | TRM 3   |        | 8位  | 39       |
| 2013年 | JLOC                         | ランボルギーニ・ガヤルド GT3 FL2    | GT300  | OKA Ret | FSW 12  | SEP 5   | SUG 18  | SUZ 4   | FSW Ret | AUT 12  | TRM 5   |        | 14位 | 22       |
| 2014年 | JLOC                         | ランボルギーニ・ガヤルド GT3 FL2    | GT300  | OKA 11  | FSW Ret | AUT 11  | SUG 1   | FSW 21  | SUZ 13  | CHA 18  | TRM 11  |        | 16位 | 20       |
| 2015年 | JLOC                         | ランボルギーニ・ガヤルド GT3 FL2    | GT300  | OKA Ret | FSW Ret | CHA 17  | FSW 7   | SUZ 4   | SUG 4   | AUT Ret | TRM 7   |        | 15位 | 26       |
| 2016年 | JLOC                         | ランボルギーニ・ウラカンGT3         | GT300  | OKA 9   | FSW 25  | SUG 6   | FSW 4   | SUZ 9   | CHA 10  | TRM 3   | TRM Ret |        | 11位 | 30       |
| 2017年 | JLOC                         | ランボルギーニ・ウラカンGT3         | GT300  | OKA 19  | FSW 25  | AUT 16  | SUG Ret | FSW 7   | SUZ 2   | CHA 5   | TRM Ret |        | 10位 | 28       |
| 2018年 | apr                          | トヨタ・プリウス                    | GT300  | OKA     | FSW     | SUZ     | CHA     | FSW Ret | SUG 16  | AUT 26  | TRM 21  |        | NC   | 0        |
| 2019年 | apr                          | トヨタ・プリウス                    | GT300  | OKA Ret | FSW 21  | SUZ 21  | CHA 22  | FSW 25  | AUT Ret | SUG 25  | TRM 21  |        | NC   | 0        |
| 2020年 | apr                          | トヨタ・プリウス                    | GT300  | FSW 21  | FSW 17  | SUZ Ret | TRM 24  | FSW 20  | SUZ 20  | TRM 10  | FSW 13  |        | 29位 | 1        |
| 2021年 | apr                          | トヨタ・プリウス                    | GT300  | OKA Ret | FSW 18  | SUZ 6   | TRM 8   | SUG 20  | AUT 23  | TRM 16  | FSW 16  |        | 21位 | 8        |
| 2022年 | apr                          | トヨタ・GR86                        | GT300  | OKA 13  | FSW 18  | SUZ 8   | FSW 15  | SUZ 3   | SUG 20  | AUT 17  | MOT Ret |        | 19位 | 28       |
| 2023年 | apr                          | トヨタ・GR86                        | GT300  | OKA 13  | FSW 18  | SUZ 9   | FSW 13  | SUZ 17  | SUG Ret | AUT 16  | MOT     |        | 21位 | 17       |
| 2024年 | apr                          | トヨタ・GR86                        | GT300  | OKA     | FUJ 22  | SUZ 19  | FUJ DNR | SUZ DNR | SUG 19  | AUT 19  | MOT     |        | NC   | 0        |
| 2025年 | apr                          | トヨタ・GR86                        | GT300  | OKA 20  | FSW     | SEP     | FSW     | SUZ     | SUG     | AUT     | MOT     |        | NC*  | 0*       |

### ル・マン24時間レース
|        | チーム            | コ・ドライバー    | 使用車両            | クラス | 周回 | 総合順位 | クラス順位 |
| ------ | ----------------- | ----------------- | ------------------- | ------ | ---- | -------- | ---------- |
| 2004年 | チョロQレーシング | 黒澤治樹 西澤和之 | ポルシェ・911 GT3RS | GT     | 322  | 12位     | 2位        |

## 著書
- 『織戸学・ドリコンチャンプテクニック』（三推社、1994年7月）
- 『織戸　学・ドリフト必勝テクニック』（三推社、1998年4月）

## エピソード
- 初めてマレーシアのセパンサーキットでのレースに出場する際に、「暑さ対策に岩塩をなめておくと良い」と聞いた織戸は、当時は岩塩というものが何か分からなかったため、レース前に茶碗一杯分の塩を採ってしまった。全身にピリピリとした感覚を覚えた後、猛暑のはずなのに強烈な寒さに襲われたという。その後、ヘリコプターでクアラルンプールの病院に搬送され、一時は死亡確率4割という危険な状態に陥った。
- 漫画『頭文字D』の大ファンでもあり、「頭文字D Battle stage」では雑談会で土屋圭市、今村陽一と共に出演している。また、86/BRZレースや全日本ラリーでは『頭文字D』のラッピングをマシンに貼って参戦していたことがある。
- 雑誌『Option』の企画にて、飯田章と「水戸納豆レーシング」というAE86のチームを結成し、公道やサーキットを暴走していた事がある。本人曰く、一番嫌な企画だったとのこと。
- 愛車の一つであるA80型スープラを購入したきっかけは、企画にてパワーハウスアミューズがチューニングしたスープラに乗った際、あまりの出来の良さに感激したためである[28]。
- 株式会社元気制作のレースゲームにライバルキャラクターとして度々出演している。『首都高バトル01』や『街道バトルシリーズ』、『レーシングバトル -C1 GRAND PRIX-』において、実際の織戸の愛車である「RIDOX SUPRA」と共に登場する。
- 1997年末に、GT300クラスでシリーズチャンピオンを獲った事から、翌98年はニスモからGT300に近藤真彦とのコンビでシルビアで参戦する話が水面下で進んでいた。しかし、当時織戸はまだ坂東商会の社員であった為、参戦するには退社しなければならなかった。「もうそろそろ（独立しても）いいだろう」と代表の坂東正明に相談したところ却下された為、実現しなかった。その後任として新進気鋭の青木孝行が近藤とペアを組んで参戦する事となり、しばらくの間織戸は青木の事を目の敵にしていた[29]。
- 空力の先鋭化により、フォーミュラカー経験が無いと厳しいと言われているGT500クラスで、フォーミュラカー経験が一切無いながらも2000～2007年の8シーズン参戦し、2勝を挙げている。トムスが主宰する「FORMULA COLLEGE」という体験走行会で試乗したFIA-F4が織戸自身にとって初めてのフォーミュラカー乗車であった[30]。
- 2001年のマカオ・ギアレースではチェッカーを受けた後、リスボアコーナーで谷口信輝と共に2台のトヨタ・アルテッツァで華麗なドーナッツターンを披露して、マカオの観客を沸かせた[31]。
- D1GPでは、クラッシュ率の高さから松川和也選手と並びクラッシュキングと評されていた。
  - D1GPのデビュー戦となる2005年の開幕戦では壁に接触し、そのままの勢いでスポンジバリアを跳ね飛ばした
  - 2009年の第3戦の朝に行われた練習走行では、縁石に乗った衝撃で足回りが破損しタイヤが外れた。後方を走っていた斎藤太吾選手のマシンと外れたタイヤが接触し、太吾選手のマシンの助手席の窓ガラスが割れてしまった。
  - 2010年の第2戦の直前に行われた鈴木学が同乗走行を行う企画では、壁に突っ込む大クラッシュをした。同乗していた鈴木は肋骨を2本折るなどの怪我を負った。
- プロレスラーの蝶野正洋とは、自宅が非常に近い（1軒挟んで隣同士）ことから交友があり、2022年時点で「12年来の仲」だという[32]。
- レーシングカーをもっと身近に感じて欲しいという思いから、童夢との共同開発でハイエースに乗るボディサイズのマイクロ・フォーミュラである、Cheetah(チーター)を制作。[33]
- 家族は妻と2女。次女の織戸茉彩はレーシングドライバーの道に進んでおり、インタープロトシリーズ併催の「KYOJO CUP」やヤリスカップなどに参戦しているほか[34]、横浜ゴムの公式TikTokチャンネルなどでMCを務めている[35]。
- 2023年8月19日に行われたGTワールドチャレンジ・アジア第5ラウンドGT4クラス決勝レース1にて、シリーズチャンピオン争いをしていた織戸はポールポジションからスタートし最終ラップまでトップを快走。2位のマシンに33秒もの大差をつけて走行していたものの、チェッカーフラッグ直前でマシンが原因不明のスローダウン。織戸はマシンを停めたが、マシンからは降りずに全車がチェッカーを受けたことを確認した後、酷暑の中マシンをチェッカーまで約700mもの距離をマシンを押して歩いた。
  - レース後のインタビューで織戸は「昔ね、漫画の『バリバリ伝説』でバイクを押してゴールしたところを見たことがあって。だからみんながゴールしてから、『どうしてもチェッカーだけは受けないといけない』と思って、ハートだけで行きました」と語っている[36]。
  - 翌日のレース2では優勝しシリーズチャンピオンを獲得した[37]。